# 前野九郎兵衛
前野 則義（まえの のりよし）は、戦国時代 (日本)から安土桃山時代にかけての武将・土豪・棒術の使い手。前野長康の従兄弟にあたる。通称は九郎兵衛。小坂雄吉（前野宗吉）の弟子。

## 人物
前野則義は、尾張国の土豪前野家に生まれる。前野氏は、桓武天皇の子の良岑安世を始祖とする良岑氏の系統で、良岑高成（立木田高成）の子である前野高長もしくはその曽孫である時綱が尾張国丹羽郡前野村（現在の愛知県江南市前野町〜大口町辺り）に移り住んで前野を名乗ったのが始まりとされている。
則義は前野長義の四男である前野義高の子で、覚然坊から棒術を習った前野宗吉（小坂雄吉）の弟子とされている。前野家文書『武功夜話』によるとこの宗吉は則義の従兄弟である。墨俣一夜城築城のころから前野長康に仕え、一度も出陣命令に従わなかったことはないという。
また、関ヶ原の戦いの際には西軍につき、前哨戦である合渡川の戦いで前野忠康隊の一員として戦い、奮戦したが最期は戦死したという。

## 系譜
- 父：前野長兵衛義高
- 母：岩田氏
  - 男子：前野九郎助某